# جامعه‌شناسی موسیقی
جامعه‌شناسی موسیقی (به انگلیسی: sociomusicoloy)

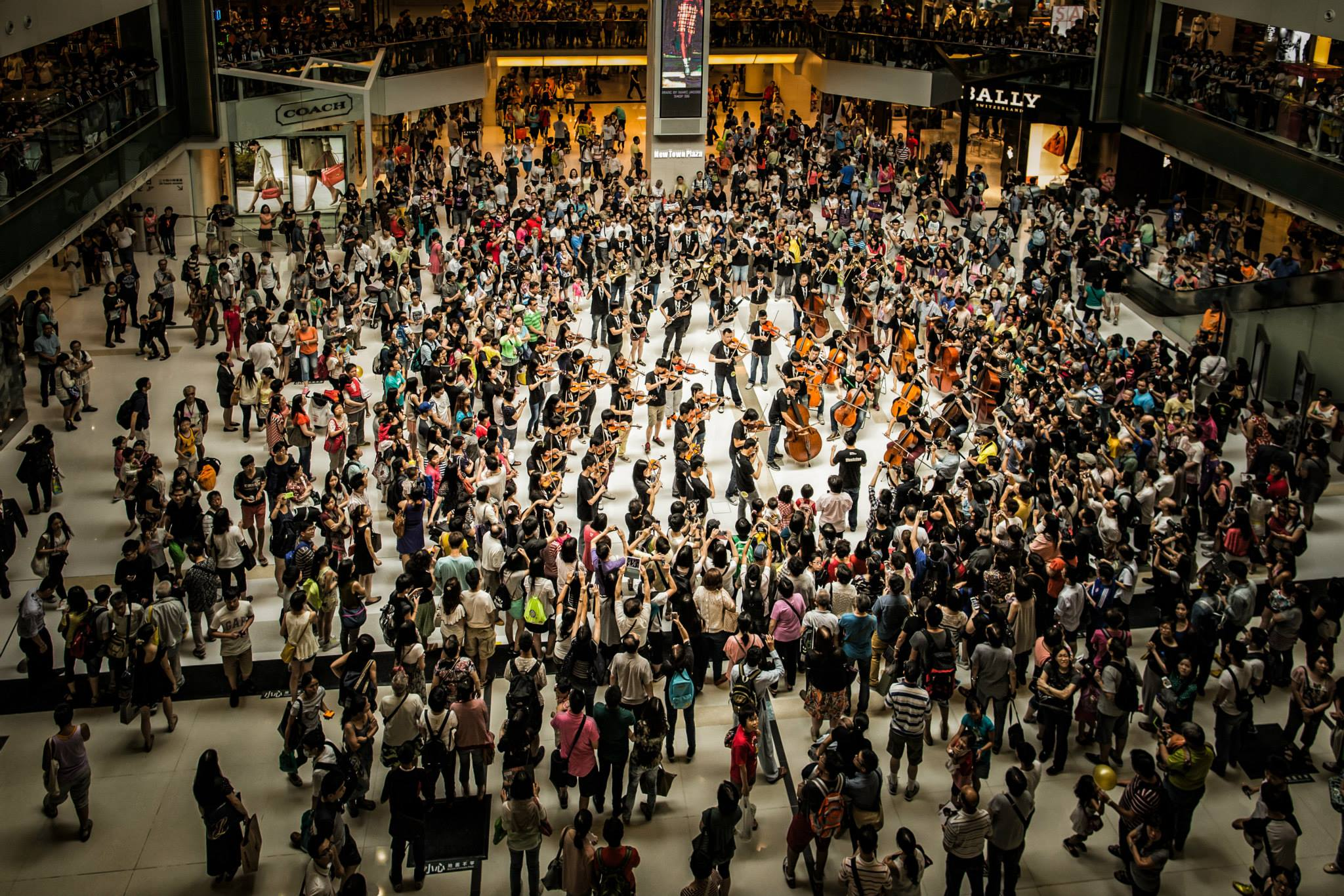
جامعه‌شناسی موسیقی

اشاره به هر دو رشته دانشگاهی جامعه‌شناسی است که با موسیقی (اغلب در ترکیب با هنرهای دیگر) مربوط می‌شود، نیز به عنوان یک رشته از موسیقی‌شناسی که بر روی جنبه‌های اجتماعی رفتار موسیقی و نقش تمرکز موسیقی در جامعه است.
کار دانشمندان در جامعه‌شناسی موسیقی اغلب به موسیقی‌شناسی تطبیقی از نظر کاوش خود از بافت اجتماعی فرهنگی از موسیقی است. با این حال، جامعه موسیقی‌شناسی حفظ کمتر از تأکید بر هویت قومی و ملی، و به روش قوم نگاری محدود نمی‌شود.